# Norberto Araujo
Norberto Carlos Araujo López (Rosario, Argentina, 13 de octubre de 1978) es un exfutbolista y actual entrenador argentino nacionalizado ecuatoriano que jugaba como defensa. Actualmente dirige al Deportivo Cuenca de la Serie A de Ecuador.
Es considerado por especialistas en la materia como el mejor defensa de toda la historia de LDU y como uno de los mejores defensores extranjeros que ha llegado al fútbol de Ecuador. También forma parte del 11 ideal de todos los tiempos de Liga Deportiva Universitaria.

## Trayectoria
Se inició en la Escuela Renato Cesarini en su ciudad natal. A los 17 años viajó a Finlandia donde jugaría por el Kultsu  y el TPS de dicho país. De regreso a su país, jugó por Aldosivi, Arsenal de Sarandí y Racing de Córdoba en los torneos de ascenso de Argentina. En el 2002 emigró a Perú, donde jugó por los equipos Sport Boys y Sporting Cristal.

### En Ecuador
En el 2007 fue fichado por la Liga de Quito, equipo con el que lograría varios títulos nacionales e internacionales es así que es considerado una de las glorias vivas de la primera Copa Libertadores de América del fútbol ecuatoriano, siendo un ídolo para la hinchada de LDU.
El 9 de diciembre del 2010 finalizó el proceso de naturalización, lo cual ha permitido que juegue partidos con la Selección de Ecuador. Su primer partido con Ecuador lo realizó contra México sub-22 en Quito, teniendo un buen debut. 
En diciembre de 2015 logra un vicecampeonato con Liga de Quito a sus 36 años fue el jugador más regular del campeonato 2015, jugando 42 de 44 partidos de la Serie A..

## Enfermedad
En abril de 2016 le diagnostican diplopía una enfermedad que podría dejarlo fuera de las canchas por un largo tiempo e incluso obligando a un retiro, sin embargo el mismo Araujo desmintió tal cosa, diciendo que no era de suma gravedad y que estaría de vuelta, a sus 38 años sigue siendo uno de los principales referente del club albo siendo considerado de los mejores defensas extranjeros que han llegado al fútbol ecuatoriano en su historia.

## Selección nacional
Integró la nómina de la Selección de Ecuador que participó en la Copa América 2011.
Después de su regular participación con Ecuador en la Copa América de Argentina en 2011, Norberto es convocado nuevamente por el DT de la selección ecuatoriana Gustavo Quinteros, como reemplazo del experimentado Jorge Guagua, cosa que causó mucha emoción en la hinchada de LDU, lamentablemente se lesionó y no logró llegar a los partidos contra Paraguay y Colombia rumbo al mundial de Rusia 2018.

## Clubes

### Como jugador
| Club               | País      | Año       |
| ------------------ | --------- | --------- |
| Kultsu             | Finlandia | 1996      |
| TPS                | Finlandia | 1996      |
| Aldosivi           | Argentina | 1998-1999 |
| Arsenal de Sarandí | Argentina | 2000-2001 |
| Racing de Córdoba  | Argentina | 2001      |
| Sport Boys         | Perú      | 2002-2003 |
| Sporting Cristal   | Perú      | 2004-2006 |
| Liga de Quito      | Ecuador   | 2007-2017 |

### Como entrenador
| Club          | País    | Año       | PJ | PG | PE | PP | Efectividad |
| ------------- | ------- | --------- | -- | -- | -- | -- | ----------- |
| Cumbayá F. C. | Ecuador | 2023-Act. | 9  | 2  | 2  | 5  | 29.63%      |

## Palmarés

### Como jugador

#### Campeonatos nacionales
| Título                 | Club             | País    | Año  |
| ---------------------- | ---------------- | ------- | ---- |
| Torneo Clausura        | Sporting Cristal | Perú    | 2004 |
| Torneo Clausura        | Sporting Cristal | Perú    | 2005 |
| Campeonato Nacional    | Sporting Cristal | Perú    | 2005 |
| Campeonato Ecuatoriano | Liga de Quito    | Ecuador | 2007 |
| Campeonato Ecuatoriano | Liga de Quito    | Ecuador | 2010 |

#### Campeonatos internacionales
| Título              | Club          | Sede           | Año  |
| ------------------- | ------------- | -------------- | ---- |
| Copa Libertadores   | Liga de Quito | Río de Janeiro | 2008 |
| Recopa Sudamericana | Liga de Quito | Quito          | 2009 |
| Copa Sudamericana   | Liga de Quito | Río de Janeiro | 2009 |
| Recopa Sudamericana | Liga de Quito | Quilmes        | 2010 |